# Camarones (Argentine)
Pour les articles homonymes, voir Camarones.
Camarones (crevettes en espagnol) est une ville de la province de Chubut, en Argentine, et le chef-lieu du département de Florentino Ameghino. Elle est située sur l'océan Atlantique, en Patagonie, à 250 km au sud de Trelew, et à 240 km au nord de Comodoro Rivadavia.

## Toponymie
La ville dont le nom désigne une espèce de crevette en espagnol (le mot générique pour crevette en castillan se dit "gamba"), doit son nom à l'abondance d'une espèce de crevettes qui jadis peuplaient sa baie.

## Histoire
Au début du XVIe siècle, des explorateurs au service de la couronne d'espagne, et emmenés par le portugais Simón de Alcazaba, explorent les côtes de la Patagonie. Ils débarquent sur le site de Camarones, et laissent les bases de ce qui deviendra le village le plus ancien de la province de Chubut.
Depuis 1890, les navigateurs utilisent les conditions naturelles exceptionnelles de la baie de Camarones pour y charger et décharger les navires de fruits et de matières premières. Plus de vingt navires viennent alors chaque année et emportent laine, cuir et peaux d'une localité en plein essor. En 1899, le navire à vapeur Villarino, célèbre pour avoir rapatrié 19 ans plus tôt les restes du général José de San Martín de France, voit sa proue percuter les récifs des Islas Blancas, au large de Camarones.
La fondation de la ville est officiellement actée le 10 octobre 1900 ; l'année suivante, la première ligne de télégraphe y est installée. Par la suite, un commissariat voit le jour en 1904, ainsi qu'un tribunal et une école primaire en 1905. Alors que la ville s'étend, certaines des constructions d'origine restent debout, donnant une identité à Camarones. En 1909 se crée la première société rurale de la Patagonie, et les commerçants commencent à distinguer la laine Tipo Camarones comme un critère de qualité, prestige qui perdure encore de nos jours

## Géographie

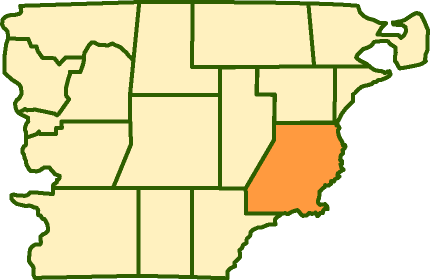
Situation du département de Florentino Ameghino dans la province de Chubut

La ville se situe au nord du golfe San Jorge, et donne directement dans la baie de Camarones. Face à ses côtes se trouve le groupe d'îles Islas Blancas (Îles Blanches), quasiment dénuées de toute végétation, et qui abritent une faune marine très importante.
Camarones est située au croisement des routes provinciales nº1 (qui longe la côte et relie Bahía Bustamante, au sud, et Puerto Madryn au nord) et nº30 (qui connecte la ville à la grande route nationale nº3).

## Population
Sa population s'élevait à 1 079 habitants en 2001; en hausse de 30,3 % par rapport aux 828 de 1991. En 2010, le recensement fait état d'une population de 1 296 habitants (639 hommes et 657 femmes).

## Tourisme
- Fête nationale du Saumon : au mois de février de chaque année (avec concours de pêche aux environs d'Islas Blancas), pendant trois jours.
- Museo de la Familia Perón : reconstitution de la maison de l'enfance du président Juan Perón. Le musée, inauguré en 2007, est composé de deux bâtiments d'une surface totale d'environ 500 m2. La collection permanente propose des objets récupérés notamment grâce à la collaboration de membres de la famille, de militants péronistes, ou d'amis, réunis par le secrétariat de la culture de la province, chargé de la collection. Des photographies et des manuscrits font également partie des pièces exposées, de même qu'une grande quantité d'ustensiles, de vêtements, de jouets et de meubles qui appartenaient à la famille Perón.